# 트리니다드 토바고의 경제
트리니다드 토바고의 경제는 카리브해에서 세 번째로 부유하고 미주에서는 일인당 GDP가 다섯 번째로 부유하다. 트리니다드 토바고는 세계은행에 의해 고소득 경제로 인정받고 있다. 대부분의 영어권 카리브해 지역과는 달리, 트리니다드 토바고의 경제는 주로 산업화되어 있으며 석유와 석유화학에 중점을 두고 있다. 이 나라의 부는 많은 매장량과 석유와 천연가스의 개발 덕분이다.
트리니다드 토바고는 국제 기업 투자 우수지로 명성을 얻었고 중남미에서 성장률과 1인당 국민소득이 가장 높은 곳 중 하나다. 최근 성장은 액화천연가스(LNG)와 석유화학에 대한 투자 덕분이다. 추가적인 석유화학, 알루미늄, 플라스틱 프로젝트들은 다양한 계획 단계에 있다.
트리니다드 토바고는 카리브해의 주요 석유 및 가스 생산국이며, 경제는 이러한 자원에 크게 의존하고 있다. 또한 카리브해 지역에 시멘트뿐만 아니라 식품과 음료와 같은 공산품을 공급한다. 석유와 가스는 국내총생산(GDP)의 약 40%, 수출의 약 80%를 차지하지만 고용의 약 5%에 불과하다.

## 지역 금융 중심지
트리니다드 토바고는 또한 지역 금융의 중심지이며 관광은 다른 많은 카리브해 섬들만큼 중요하지는 않지만 성장하고 있는 부문이다. 경제는 증가하는 무역 흑자로 이익을 얻는다. 석유, 석유화학, LNG 가격이 고공행진을 이어가며 2006년 12.6%, 2007년 5.5%의 경제성장을 이뤘고 에너지 분야의 역량 확대를 뒷받침하기 위한 외국인 직접투자가 지속되면서 성장세가 이어졌다.
트리니다드 토바고의 기반시설은 지역 기준으로 적절하다. 피아르코 국제공항의 주요 확장 공사가 2001년에 완료되었다. 도시에는 상당히 신뢰할 수 있는 포장 도로와 유틸리티의 광범위한 네트워크가 있다. 그러나 일부 지역, 특히 농촌 지역은 여전히 물 부족에 시달리고 있다. 정부는 추가적인 탈염 플랜트 건설로 이 문제를 해결하고 있다. 사회기반시설 개선, 특히 농촌 도로와 전화 서비스, 배수, 하수도 등은 정부의 예산 우선순위에 속한다.

## 통신 및 모바일
트리니다드 토바고는 비교적 현대적이고 견고하며 신뢰할 수 있는 정보통신기술(ICT) 인프라를 갖추고 있다. 휴대폰 서비스는 널리 보급되어 있으며 몇 년 동안 주요 성장 분야였다. 디지켈과 라크텔은 2005년에 휴대 전화 사용권을 부여받았으며, TSTT의 유일한 제공자의 독점을 깨뜨렸다. 그러나 2015년 현재 TSTT와 디지켈은 유일한 모바일 제공 업체로 남아있다. 인터넷 연결은 5개의 광대역통신사/ISP가 존재하여 휴대전화보다 훨씬 더 많은 참여자들이 참여하였다.

## 관광업
관광업은 곧 빠르게 발전하고 일자리에 대한 수요가 증가할 것으로 믿어지는 또 다른 분야이다. 유럽 연합 관광 무역 이사회는 또한 트리니다드 토바고를 "2012년 최고의 관광지"로 선정했다. 국내 호텔들은 이미 유럽 관광객의 유입을 촉진하기 위한 계획을 세우기 시작했다. 그러나 EUCTT는 유럽 연합의 어떤 기관에도 가입되어 있지 않다. 세계 경제에 대한 우려에도 불구하고, 국제 관광 수요는 계속해서 탄력성을 보이고 있다. 2012년 1월부터 6월까지 전 세계 국제 관광객의 수는 5% (2,200만명) 증가했으며, 아시아와 태평양 (+8%)이 이 지역 중 성장을 주도했다. 이 성장률을 감안하면 2012년 말까지 총 10억 명의 국제 관광객이 방문할 것으로 예상된다. 2011년 세계 여행과 관광이 전 세계 GDP에 기여한 총액은 6,3461억 달러 (국내총생산의 9.1%)였다. 2011년 카리브해 지역은 2010년 같은 기간에 비해 4.4% 성장한 2,090만 명의 관광객을 받았다. 카리브해는 관광 의존도가 가장 높은 지역으로, 여행과 관광이 471억 달러의 13.9%를 차지한다. 트리니다드 토바고는 2011년에 약 402,058명의 방문객을 받아 카리브해 전체 방문객의 2%를 차지한다. 관광의 다면적인 특성 때문에, 그것의 경제적 영향은 단일 산업에 국한되지 않는다. 관광 분야의 경제적 영향을 적절하게 측정하기 위해, 유엔 세계여행관광 이사회는 국가 계정 체계(SNA)의 확장인 관광 위성 계정(TSA)을 고안했다. TSA는 주요 산업, 총 고용, 자본 형성 및 추가적인 거시 경제 변수와의 연관성을 보여주는 관광 분야의 세부 생산 계정이다.

## 같이 보기
- 트리니다드 토바고 달러
- 나라별 신용등급 목록